# Matriz semejante
En álgebra lineal, se dice que dos matrices {\displaystyle A} y {\displaystyle B} de orden {\displaystyle n\times n} sobre el cuerpo {\displaystyle K} son semejantes si existe una matriz invertible {\displaystyle P} de {\displaystyle n\times n} sobre {\displaystyle K} tal que:
{\displaystyle P^{-1}AP=B}
Si {\displaystyle T} es una transformación de {\displaystyle M_{n\times n}} en {\displaystyle M_{n\times n}} tal que {\displaystyle T(A)=P^{-1}AP}, siendo {\displaystyle P} una matriz fija,
entonces {\displaystyle T} recibe el nombre de transformación lineal de semejanza.
En teoría de grupos, la semejanza se llama clase de conjugación.

## Propiedades
Las matrices semejantes comparten varias propiedades:
- poseen el mismo rango,
- el mismo determinante,
- la misma traza,
- los mismos valores propios (aunque los vectores propios, en general, serán distintos),
- el mismo polinomio característico, y
- el mismo polinomio mínimo.

Hay dos razones para estas características:
1. dos matrices semejantes pueden pensarse como dos descripciones de una misma transformación lineal, pero con respecto a bases distintas;
2. la transformación X {\displaystyle \mapsto } P−1XP es un automorfismo del álgebra asociativa de todas las matrices de n-por-n.

Debido a esto, para una matriz A dada, estamos interesados en encontrar una "forma normal" sencilla B que sea semejante a A: el estudio de A se reduce de esta manera al estudio de la matriz semejante (y más sencilla) B. Por ejemplo, A se llama diagonalizable si es semejante a una matriz diagonal. No todas las matrices son diagonalizables, pero por lo menos sobre los números complejos (o cualquier cuerpo algebraicamente cerrado), toda matriz es semejante a una matriz en forma de Jordan. Otra forma normal, la forma canónica racional, se aplica en cualquier campo. Observando las formas de Jordan o las formas canónicas racionales de A y B, puede decidirse inmediatamente si A y B son semejantes.
La semejanza de matrices no depende del cuerpo base: si L es un cuerpo conteniendo a K como subcuerpo, y A y B son dos matrices en K, entonces A y B son semejantes como matrices sobre K si y solo si son semejantes como matrices sobre L. Esto es bastante útil: uno puede agrandar en forma segura el cuerpo K, por ejemplo para obtener un cuerpo algebraicamente cerrado; las formas de Jordan pueden computarse sobre el cuerpo grande y puede usarse para determinar si las matrices dadas son semejantes sobre el cuerpo pequeño. Este método puede usarse, por ejemplo, para mostrar que toda matriz es semejante a su traspuesta.
Si en la definición de semejanza, la matriz P puede elegirse para que sea una matriz de permutación, entonces A y B son semejantes en permutación; si P puede elegirse para que sea una matriz unitaria, entonces A y B son unitariamente equivalentes. El teorema espectral establece que toda matriz normal es unitariamente equivalente a alguna matriz diagonal.

## Matrices congruentes
Otra relación de equivalencia importante para matrices reales es la congruencia.
Dos matrices reales A y  B se llaman congruentes si hay una matriz regular real P tal que:
PTAP = B.

### Cambios de base
Recordemos que un endomorfismo es una aplicación lineal entre un mismo espacio vectorial {\displaystyle \scriptstyle f:V(K)\longrightarrow V(K)}, es decir, tal que:

{\displaystyle f(\lambda x+\mu y)=\lambda f(x)+\mu f(y),\qquad \forall \lambda \in K,\forall x,y\in V}

Entre el espacio vectorial de los endomorfismos {\displaystyle \scriptstyle End(V)} y el anillo de las matrices cuadradas existe un isomorfismo que, fijada una base en {\displaystyle \scriptstyle V(K)}, asigna una única matriz a cada endomorfismo (por supuesto si se cambia de base, la matriz también cambiará).
Supóngase que se tienen dos bases de {\displaystyle \scriptstyle V(K)} llamadas {\displaystyle \scriptstyle {\hat {B}}_{V}=\{{\hat {v}}_{k}\},\ B_{V}=\{v_{i}\}} de modo que

{\displaystyle v_{i}=\sum _{k}\Lambda _{ik}{\hat {v}}_{k},\qquad {\hat {v}}_{k}=\sum _{i}\Lambda _{ki}^{-1}v_{i}}

En lo que sigue usaremos el convenio de sumación de Einstein para hacer más ligera la notación. Sean ahora {\displaystyle \scriptstyle a_{ij}} y {\displaystyle \scriptstyle {\hat {a}}_{kl}} las matrices asociadas al endomorfismo en las respectivas bases de modo que {\displaystyle f(v_{i})=a_{ij}v_{j}} y {\displaystyle f({\hat {v}}_{k})={\hat {a}}_{kl}{\hat {v}}_{l}}, entonces las matrices se relacionan por:
{\displaystyle f(v_{i})=a_{ij}v_{j}\longrightarrow }
{\displaystyle f(\Lambda _{ik}{\hat {v}}_{k})=a_{ij}\Lambda _{il}{\hat {v}}_{l}\longrightarrow }
{\displaystyle \Lambda _{ik}f({\hat {v}}_{k})=a_{ij}\Lambda _{il}{\hat {v}}_{l}\longrightarrow }
{\displaystyle \Lambda _{ik}{\hat {a}}_{kl}{\hat {v}}_{l}=a_{ij}\Lambda _{il}{\hat {v}}_{l}\longrightarrow }
{\displaystyle \Lambda _{ik}{\hat {a}}_{kl}=a_{ij}\Lambda _{il}\longrightarrow }
{\displaystyle {\hat {a}}_{kl}=\Lambda _{ki}^{-1}a_{ij}\Lambda _{il}}
es decir hay una relación de similitud entre ellas.